# Юндунова, Дабацу Ринчиндоржиевна
Дабацу́ Ринчиндоржи́евна Юнду́нова ― российская бурятская театральная артистка, Заслуженная артистка Республики Бурятия (1996), актриса Бурятского государственного академического театра драмы имени Х. Намсараева.

## Биография
Родилась 1 января 1960 года в селе Харлун, Бичурский район, Бурятская АССР, РСФСР. 
В школьные годы была внештатным корреспондентом Бурятского радио, вела передачу «Буряадай пионернууд». В 1977 году поступила во вторую бурятскую театральную студию Дальневосточного института искусств. В 1981 году начала служить в Бурятском государственном академическом театре драмы имени Хоца Намсараева.
В театре сыграла около 60 ролей в спектаклях советской, зарубежной, бурятской, монгольской драматургии. В формировании артистки большую роль сыграли режиссёры Фёдор Сахиров, Владимир Кондратьев, Т.Б. Бадагаева, С.Д. Бальжанов, Б.В. Жалцанова.
Одной из самых сложных, а потому особо любимых ролей, стала для неё роль Реганы в спектакле «Король Лир» (Уильям Шекспир), за эту роль она получила премию Союза театральных деятелей Бурятии в номинации «Лучшая женская роль 1994 года».
В разные годы сыграла такие значимые в её театральной карьере роли: молоденькая смешливая Бике в «Белой вороне» Т. Миннулина, Сэсэг в «Беспокойном отпуске» Д. Дылгирова, Сэжэдма в «Тэргэ тулеэн юутэб», Намжилма в «Мунгэн хутага» Д. Доржиевой, Есуган хатан в «Чингисхане», Дарима в «Гэртээ байдаг болохомни» Н. Шабаева, Ханда в «Тохеолгон» Б-М. Пурбуева, Джурма в пьесе «Дамдин-лама» Б. Эрдынеева, Есуган хатан «Чингисхан» Б. Гаврилова.
Юндунова любила играть и для зрителей-детей: Кошка в «Дураке Етаро», Доржи в «Сказке о лжи и честном Доржи», Королева в «Оловянных кольцах Альманзора», Фрекен Бокк в спектакле «Малыш и Карлсон», Волшебная куропатка в «Приключениях мудрого слоненка Ланченкара». В постановке по сказке В. Массальского «Золотой ключик или новые приключения Буратино» исполнила роль коварной Лисы-Алисы в тандеме с котом Базилио (Олег Бабуев). Эта работа получила высокую оценку критиков и зрителей. Спектакль является долгожителем в репертуаре театра, в этом большая заслуга актёров Дабацу Ринчиндоржиевны и Олега Дамдиновича.
Типаж актрисы позволяет ей без видимых усилий воплощать комедийные роли. Особенно выразительны ее героини из пьес бурятских драматургов Б-М. Пурбуева, Г. Башкуева, Б. Эрдынеева, Н. Шабаева. 
Вместе с театром выезжала на международные фестивали и гастроли, проходившие в Иркутске, Чите, Монголии. Участвовала в межрегиональном театральном фестивале «Сибирский транзит», за активное участие в его оргкомитете отмечена Благодарственным письмом Министерства культуры Республики Бурятия.
В 2000 году Юндунова снималась в белорусско-немецком фильме «Иду, пока несут меня ноги» роли жены якута Кольки. Ныне фильм известен зрителям под названием «Побег из Гулага». Также снялась в бурятском телевизионном фильме «Ищите женщину», который вышел на экраны перед самым 2008 годом. 
Награждена грамотами Народного Хурала Бурятии, Министерства культуры Бурятии, нагрудным знаком Министерства культуры России «За высокие достижения». В 1996 году за вклад в развитие национального театрального искусства Дабацу Юндунова была удостоена почётного звания «Заслуженная артистка Республики Бурятия».